# Karma-jóga
A karma-jóga (szanszkrit: कर्मयोग) a "cselekvés jógája", a jóga négy fő változatának egyike, amely a Bhagavad Gítá tanításán alapul. Vágy nélküli, a Legfelsőbb Lény kedvéért végzett cselekvést jelent. Célja, hogy az ember lemondjon önös érdekeiről. A karma-jóga önzetlen cselekvésre és szolgálatra ösztönöz.
A „karma” jelentése: „tett”, „cselekedet”. Minden ténykedésünk – a beszéd, a mozgás, de minden gondolatunk, szavunk is – karmának minősül. Minden tettünk egy annak megfelelő következménnyel jár, valamilyen hatást gyakorol a testre, az elmére és a tudatra, s az eredménye megfelel az erkölcsi értéknek és a szándéknak, amellyel végrehajtották.  A karma két fajtája az önző és önzetlen cselekvés.
A karma-jóga azt állítja, hogy az élet egy lehetőség Isten szolgálatára. Ez a bizonyos jóga nemcsak a fizikai cselekvés jógája; magában foglalja a törekvő morális és belső életét is.
Imádkozz és dolgozz! Ez a karma jógi jelmondata Isten felismeréséhez. A karma jóga célja, hogy az ember lemondjon önös érdekeiről, vágyairól és hogy egy felsőbb erőt szolgáljon. Sri Chinmoy spirituális tanító alapján az igazi karma-jógi az, akinek az értelme állandóan tudatában van Istennek, és akiben őszinte szeretet él az emberiségben lakozó Isten iránt.
A karma jógát gyakorló adhikárik úgy tartják, hogy az ember, tetteinek összes gyümölcsét fel kell ajánlja Istennek, aki minden ember szívében ott lakozik. Az embert önzetlen, bölcs cselekedetei szabadítják meg a tettek gyümölcsei által teremtett köteléktől. Ha valaki helyesen cselekszik, és tetteivel nem teremt köteléket, valamint magasabb szintű tudásra tesz szert, megszabadítja énjét a születés és halál körforgásából (móksa).
A karma-jógában nem létezik alantas vagy felsőbbrendű szolgálat. A karma jógik között nincsen alsóbb- vagy felsőbbrendűség. Egy gépezet zökkenőmentes működésében minden csavarnak és rugónak ugyanolyan fontos szerepe van. Ehhez hasonlóan, egy összehangolt munkában a legcsekélyebb feladatot ellátó vagy jelentéktelen részletet felügyelő ember ugyanannyival járul hozzá egy vállalkozás sikeréhez, mint maga a főirányító. Az a törekvő, aki a világi emberek által alantasnak tartott tevékenységet szívesen és örömmel végzi, tetterős jógivá válik. Megszabadul az önteltségtől és az egoizmustól. Nem esik többé a büszkeség hibájába. Ebben példamutató Mahatma Gandhi élete. Ő soha nem tett különbséget alantas és elismeréssel járó munka között. Számára a legmagasztosabb tevékenységet az utcák söprése és a latrinák takarítása jelentette. Számára ez volt a legszentebb púdzsá (szolgálat). Különböző szolgálatok végzésével teljesen megsemmisítette a látszat-én-t. Sok magasan képzett személy csatlakozott ásramjához, hogy jógát tanuljanak tőle. Azt hitték, hogy Gandhidzsi (Gandhi) egy külön helyiségben majd valamilyen rejtélyes dolgot fog nekik tanítani és leckéket vehetnek pránájámából, meditációból és a kundaliní felébresztéséből. Nagyot csalódtak, amikor arra kérték őket, hogy takarítsák meg a latrinákat.
A szádhakának (spirituális útkeresőnek) egyetlen lehetőséget sem szabad elmulasztania mások megsegítésére vagy szolgálatára. 
Békét és harmóniát kell teremtenie a széthúzás és viszálykodás helyett. Nem szabad figyelembe vennie, ha megsértették. Túl kell emelkednie a gúnyolódáson, a megrováson és a dicséreten éppúgy, amelyek csak vibrációk a levegőben. Minden munkát odaadással, önzetlenséggel kell végeznie. Nem az eredménnyel kell foglalkoznia, a sikerre vagy kudarcra gondolva. Meg kell tennie a tőle telhetőt, a többit pedig rábíznia Istenre.
Szvámi Sivananda spirituális tanító írta: 
Olyan eszményeid legyenek, mint a szegények, betegek szolgálata, az elesettek felemelése, a világtalanok vezetése, javaid megosztása másokkal, a rászorulók vigasztalása, a szenvedők felvidítása! Bízz töretlenül Istenben! Szeresd szomszédodat úgy, mint magadat! Merülj el a munkában! Keresd a lehetőséget a szolgálatra! Legyen célod Isten felismerése! Az enyém gondolatának megszűnésével a kötelékektől is megszabadulsz. Mindig alaposan vizsgáld meg a szándékaidat, és az önzést semmisítsd meg! Mielőtt nyugovóra térsz, ülj le és vedd számba a cselekedeteidet! Ha csak egy ember könnyeit sikerült letörölnöd és vigaszt nyújtani valakinek , akkor az a nap nem telt el hiába. De ha nem voltál senki segítségére, nem ejtettél ki egyetlen szót sem, amely egy gyötrődő ember szívén könnyítene, akkor azon a nap hiába éltél, azt a napot elvesztegetted.
Tevékenykedj mindig abban a tudatban, hogy a Kozmikus Akaratnak engedelmeskedsz! Szolgálj fáradhatatlanul! Váljon belőled az emberiség szolgája! Ez Isten felismerésének titka.
Nem sok választja el az önzést, az önzetlenségtől, a szeretetet, a gyűlölettől. Ha valaki túllép e határvonalon, örömét lelheti abban, ha másokért tehet anélkül, hogy viszonzást várna cserébe. Ez a legnagyobb öröm mind közül; alapvető lépés a megvilágosodáshoz vezető úton. Az önző ember sohasem juthat el idáig, mert az egója által kiépített határok között marad. Az egó az, ami az élet minden területén korlátozza az egyént, azt érezteti hogy nem tartozik Istenhez. Rengeteg tolvaj van, de ezek közül a tolvajok közül az egó a legrosszabb. Ez a tolvaj képes ellopni minden isteniséget. Az emberi egó valami nagy, nagyszerű és pompás dolgot akar tenni, de ez az egyedi dolog nem feltétlenül az , amit Isten akar, hogy tegyünk.
Az önzetlen ember megedzi egóját és magasabb szintű célokra tartogatja. Világunkban az emelkedett szellemű férfiak és nők általános jellemvonása az önzetlenség. A spirituális törekvő semmit sem érhet el önzetlen szolgálat nélkül. A szentírások minden rítusa és tudása hiábavaló, minden formális istentisztelet mit sem ér, ha az egyén tettei nélkülözik az önzetlenséget. Az emberi egó állandóan zaklat minket. De ha az egyén isteni egóval rendelkezik, akkor azt érzi: Isten fia (lánya) vagyok. Ekkor nem választjuk el magunkat Isten teremtésének többi részétől. Az egyén felismeri, hogy Tőle származik, a Legfelsőbbtől, az Abszolúttól, ezért neki is istenivé kell válnia. A közönséges egót – ami megköti – átalakítja isteni egóvá, ami az egész világot a sajátjának tartja.